# Томпонский район
Томпо́нский улус (район) (якут. Томпо улууhа) — административно-территориальная единица (район или улус) и муниципальное образование (муниципальный район) в Республике Саха (Якутия) Российской Федерации.
Административный центр — посёлок городского типа Хандыга.

## География
Расположен район на востоке республики. Площадь — 135,8 тыс. км².
Крупные реки: Алдан с многочисленными притоками — Томпо, Хандыга, Адыча, Амга, Восточная Хадынга, Тыры, Сугжа и др., верховья р. Адычи. Крупные озёра: Эманда, Аяма, Делинда, Букчалкан, Наховой.
Территория района в основном расположена в среднем течении реки Алдан и в бассейне её притока — реки Томпо, откуда название района.
Географически и сезонно это второй самый холодный улус якутии после Оймяконского, кроме него он чаще всего выходит с почти такими же низкими температурами как и у Оймяконья и едва не догоняет Оймяконье, зачастую превышает Таттинский и Хангаласский улусы по зимнему уровню морозов, и является вторым по частоте в Саха районом, где минимальная зимняя температура часто может достигать -65, по прочности якутской стужи держит чистое 2 место со второй частотой взятия этой планки, а третье место у момского улуса, и второе морозности по ноябрю, хотя абсолютный минимум календарного лета и августа в Центре, столице улуса - Томпо, ещё на +7.8° выше самого низкого в XXI веке Оймяконского, с медианой -12.2°, и различен с ним довольно существенно расходясь при не таком и далёком наземном расстоянии. Уже после середины и по конце ноября в Томпонском улусе быстро нарастает вероятность утренних температур ниже -55°, и только после дат 10-14 марта понижение ниже -55° утром перестаёт быть вероятным, в итоге такая температура может простоять до 4.9-4.5 месяцев года. Самое раннее понижение температуры до -61° в Томпонском районе состоялось 31 декабря 1958 года, в Оленёкском улусе тогда было ещё почти на 3° заметно холоднее, что на 34 дня позже самой ранней зимней потенциальной даты опускания к этой цифре Якутии. Вероятность декабрьского понижения температуры менее -60 во втором полугодии в Томпонском районе также вторая самая высокая после Оймяконского и по частоте появления за декабрь гораздо превышает даже Нюрбинский район.

## История
Томпонский район был образован 20 мая 1931 года из четырёх наслегов: Таттинского, Верхоянского и двух наслегов Оймяконского района. По своему географическому положению, по составу населения эти наслеги должны были образовать вновь созданный национальный район, где основным населением были эвены, которые вели кочевой образ жизни, занимались оленеводством и охотой.
В 1954 году центр района был перенесён из села Крест-Хальджай в пгт Хандыга.

## Население
| 1970    | 1979    | 1989    | 2002    | 2009    | 2010    | 2011    | 2012    | 2013    |
| ------- | ------- | ------- | ------- | ------- | ------- | ------- | ------- | ------- |
| 13 205  | ↗18 004 | ↗22 844 | ↘15 275 | ↘14 424 | ↘14 099 | ↘14 057 | ↘13 909 | ↘13 748 |
| 2014    | 2015    | 2016    | 2017    | 2018    | 2019    | 2020    | 2021    | 2022    |
| ↘13 592 | ↘13 467 | ↘13 241 | ↘13 019 | ↘12 775 | ↘12 517 | ↗12 526 | ↘11 241 | ↘11 239 |
| 2023    |         |         |         |         |         |         |         |         |
| ↘11 064 |         |         |         |         |         |         |         |         |

### Урбанизация
В городских условиях (Хандыга, Джебарики-Хая) проживают 55,92 % населения района.

### Национальный состав
Основная часть населения — русские (50,8 %). Здесь также живут: якуты (29,8 %), эвены (4,3 %), украинцы (2,2 %), татары (0,8 %), чукчи (0,5 %) эвенки (0,5 %) и другие национальности (12,1 %).

## Муниципально-территориальное устройство
Томпонский район (улус), в рамках организации местного самоуправления, включает 9 муниципальных образований, в том числе 2 городских поселения и 7 сельских поселений (наслегов):
| № | Муниципальное образование | Административный центр | Количество населённых пунктов | Население (чел.) | Площадь (км²) |
| - | ------------------------- | ---------------------- | ----------------------------- | ---------------- | ------------- |
| 1 | посёлок Джебарики-Хая     | пгт Джебарики-Хая      | 1                             | ↘1008            | 4117,88       |
| 2 | посёлок Хандыга           | пгт Хандыга            | 1                             | ↘5179            | 1779,31       |
| 3 | Баягантайский наслег      | село Крест-Хальджай    | 3                             | ↗1683            | 6084,42       |
| 4 | Мегино-Алданский наслег   | село Мегино-Алдан      | 1                             | ↗913             | 720,99        |
| 5 | Охот-Перевозовский наслег | село Охотский-Перевоз  | 1                             | ↗136             | 4886,90       |
| 6 | Сасыльский наслег         | село Кескил            | 1                             | ↘550             | 2237,09       |
| 7 | Теплоключевский наслег    | село Тёплый Ключ       | 3                             | ↗802             | 18 279,05     |
| 8 | Томпонский наслег         | село Тополиное         | 1                             | ↗929             | 96 533,21     |
| 9 | Ынгинский наслег          | село Новый             | 2                             | ↘394             | 1204,66       |

### Населённые пункты
В Томпонском районе 14 населённых пунктов.
| №  | Населённый пункт | Тип  | Население | Муниципальное образование |
| -- | ---------------- | ---- | --------- | ------------------------- |
| 1  | Ары-Толон        | село | ↗167      | Баягантайский наслег      |
| 2  | Аэропорт         | село | ↘96       | Теплоключевский наслег    |
| 3  | Джебарики-Хая    | пгт  | ↘1008     | посёлок Джебарики-Хая     |
| 4  | Кескил           | село | ↘550      | Сасыльский наслег         |
| 5  | Крест-Хальджай   | село | ↘1332     | Баягантайский наслег      |
| 6  | Мегино-Алдан     | село | ↗913      | Мегино-Алданский наслег   |
| 7  | Новый            | село | ↘280      | Ынгинский наслег          |
| 8  | Охотский-Перевоз | село | ↗136      | Охот-Перевозовский наслег |
| 9  | Развилка         | село | ↘13       | Теплоключевский наслег    |
| 10 | Сайды            | село | ↘112      | Ынгинский наслег          |
| 11 | Тёплый Ключ      | село | ↘345      | Теплоключевский наслег    |
| 12 | Тополиное        | село | ↗929      | Томпонский наслег         |
| 13 | Ударник          | село | ↗140      | Баягантайский наслег      |
| 14 | Хандыга          | пгт  | ↘5179     | посёлок Хандыга           |

Упразднённые населённые пункты:
- 1998 год — поселок Томпо Томпонского наслега[29].
- 2000 год — село Нежданинское и Нежданинский наслег[30]